# 扶桑カントリー倶楽部
扶桑カントリー倶楽部（ふそうカントリークラブ）は、茨城県のゴルフ場。

## 所在地
- 〒309-1731茨城県笠間市上市原1100

## コース情報
- 開場日　1978年4月28日
- 設計者　川波義太郎、小松原三夫
- 面積　   1,580,000m2
- ヤーデージ
  - 西コース 3,398ヤード
  - 南コース 3,468ヤード
  - 東コース 3,510ヤード
- ホール/パー　27H/Par108
- 休場日　なし

## アクセス
- 鉄道の場合
  - JR東日本（常磐線・水戸線）友部駅下車、クラブバス10分
- 車の場合
  - 常磐自動車道/水戸IC8km
  - 常磐自動車道/友部SA/友部スマートIC7km
  - 北関東自動車道/友部IC9km